# 莱昂德羅·帕雷德斯
里安度·柏利迪斯（西班牙語：Leandro Paredes；1994年6月29日—）是一位阿根廷足球運動員。在場上的位置是后腰。現效力於阿根廷足球甲級聯賽球隊小保加，阿根廷國家足球隊成員。在前往歐洲之前他效力於阿甲球隊小保加。

## 球會生涯

### 羅馬
2014年7月19日，帕雷德斯以臨時合約加盟意甲球隊羅馬，但可選擇直接從博卡青年買斷。 2014年9月27日，帕雷德斯在對陣維羅納的比賽中下半場替補出場，首次代表羅馬出場，最終球隊以2-0獲勝。
2015年2月8日，帕雷德斯在對陣卡利亞里的比賽中打入了他的第一個羅馬進球，最終球隊以2-1獲勝。2015年6月，羅馬以 606.7 萬歐元簽下帕雷德斯。

### 泽尼特
2017年7月1日，泽尼特宣布球队正式签下帕雷德斯，双方签约四年，转会费为2300万欧元加400万欧元浮动条款
。

### 巴黎聖日耳曼
2019年1月29日，巴黎聖日耳曼宣布與帕雷德斯簽訂為期四年半的合約。
2021年4月10日，帕雷德斯在球隊對上史特拉斯堡的客場比賽中踢進了在法甲的第一個進球。

### 尤文圖斯
2022年8月31日，帕雷德斯租借加盟意甲球隊尤文图斯，為期一個賽季，並擁有購買選擇權。

### 重返羅馬
2023年8月16日，帕雷德斯重返意甲球隊羅馬，簽約至2025年6月30日。

## 國家隊生涯
2017年6月13日，帕雷德斯在對陣新加坡的比賽中首次代表阿根廷國家足球隊亮相，幫助阿根廷隊以6-0客場獲勝，並打入了他的第一個國際比賽進球。
2021年6月，帕雷德斯入選了阿根廷參加2021年美洲國家盃的大名單。 7月10日，他隨隊獲得美洲盃冠軍。
2022年世界杯帕雷德斯再次入選阿根廷國家队，在與法國對戰的決賽中替補上場，並獲得2022年世界盃冠軍。
2024年6月，帕雷德斯入選阿根廷參加2024年美洲國家盃26人名單。

## 争议
2022年世界杯八强阿根廷对荷兰赛事中，帕雷德斯铲倒荷兰队球员后，往荷兰队替补席劲射一球，随即被裁判以黄牌警告而不是红牌驱逐出场，惹起强烈争议。

## 個人生活
帕雷德斯的母親是巴拉圭人，帕雷德斯能說一口流利的瓜拉尼語。他的堂弟佛朗哥也是職業足球員。
2020年9月2日，巴黎圣日耳曼官方表示，有3名球員2019冠状病毒病檢測結果為陽性，名單為内马尔和隊友迪马利亚、帕雷德斯，其後已康復。

## 榮譽

### 球會
澤尼特
- 俄羅斯足球超級聯賽冠軍﹕2018－19賽季

 巴黎聖日耳曼
- 法國足球甲級聯賽冠軍：2018－19、2019－20賽季、2021－22賽季
- 法國盃 冠軍：2019－20、2020－21[13]賽季
- 法國聯賽盃 冠軍：2019－20賽季
- 法國超級盃 冠軍：2019、2020年
- 歐洲冠軍聯賽亞軍：2019－20賽季

### 國家隊
阿根廷
- 美洲國家盃季軍：2019年
- 美洲國家盃冠軍：2021年[9]
- 國際足協世界盃冠軍（1次）：2022年

### 個人
- 美洲盃足球賽最佳陣容：2019年

## 外部連結
- Soccerway資料庫：莱昂德羅·帕雷德斯